# آرتور دیویس (پویانما)
آتور «آرت» دیویس، (به انگلیسی: Arthur Davis)، (زاده ۱۴ ژوئن ۱۹۰۵- درگذشته ۹ می۲۰۰۰) یک انیماتور و کارگردان کارتون در شرکت برادران وارنر بود